# Видеоизкуство
Видео-изкуство е нова форма, появила се в изкуството на 20 век, след откриването на възможностите на видеотехниката. За пионер на видео-изкуството се приема Нам Джун Пайк, който прави първите си филми с видеокамера през 1960-те години. За най-значим период в кратката досегашна история на този вид изкуство обикновено се смятат 80-те години на 20 век. Известни съвременни художници, работещи в сферата на видеото: Пипилоти Рист, Марина Абрамович, Брус Науман. Български автори, работещи в тази сфера: Боряна Драгоева, Зорница-София Попганчева, Красимир Терзиев, Венелин Шурелов и мн. др.